# 自然之桥

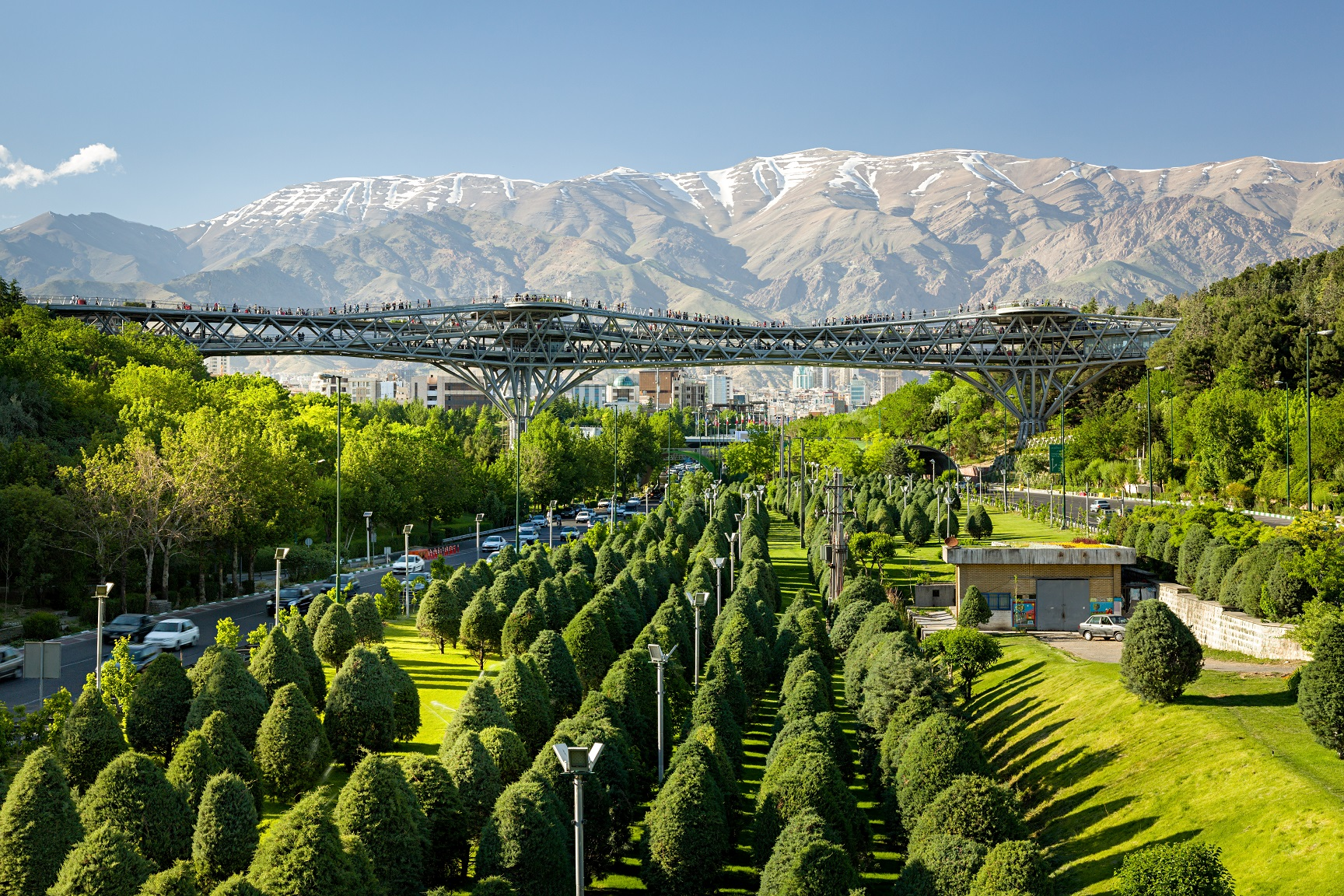

自然之桥（波斯語：‎，直译：The bridge of nature）是伊朗德黑兰最大的人行天桥，长达270米。这座大桥横跨德黑兰北部的莫达雷斯高速公路和两个公共公园—塔莱加尼公园和阿布阿塔什公园。  tabiat这个词从阿拉伯语传入波斯语，在波斯语中意为“自然”，因此翻译为“自然之桥”  。
自然之桥由Diba Tensile Architecture设计。 该设计赢得了多个奖项，包括总部位于纽约的全球建筑竞赛 Architizer A+ Awards 颁发的公路与桥梁类别大众选择奖。  这座桥还因其在基础设施项目中的模范做法而获得了2016年阿迦汗建筑奖 。评审团评论道，该桥“带来了一股清新的气息”。 

## 历史
自然之桥是当地一场桥梁设计竞赛的一部分，该桥连接德黑兰北部被公路隔开的两个公园。 这座桥的设计过程总共耗时4年，设计师们希望它“成为人们停留和思考的地方，而不仅仅是通行的地方”。 为了实现这一目标，这座桥并不是笔直的，且里面设有长椅和座位。 
该大桥于2010年开始建设，共使用了2000吨钢材和10000立方米混凝土，于2014年10月完工。在一条大型高速公路之上建桥被认为是一项巨大的挑战，因此需要建造平台和临时隧道来确保没有任何东西掉落到下面的道路上的行车。 

## 构造
三根树形柱子支撑起两层连续的桥面，使得下层桥面有遮盖，适合四季使用。 第三层位于桁架与柱分支相接处。 该复杂钢结构具有动态的三维桁架[1] ，表面呈弯曲状，宽度不一。 桥梁的结构元素采用了在三维空间中旋转和重复的潜在几何顺序。 
桥的两端设有餐厅为顾客提供服务，中间设有座位区和售货亭。 桥的某些区域是干净的绿地，使游客流连忘返。 桥上也有观赏风景的区域，可以观赏到厄尔布尔士山脉的景色。 
这座桥连接的两个公园各有多条路径引导游客上桥。

## 影响
这座桥不仅连接了两个公园，也是当地人受欢迎的聚会场所，桥上有座位区和餐厅，是人们停留而不仅仅是通行的地方。 有些人形容走在桥上就像穿过一片森林，是一个充满活力的地方，当他们情绪低落时，可以来这里重新振作起来。 大桥开通第一年就有四百万人次参观。 